# SN 2010hx
SN 2010hx – supernowa typu Ia odkryta 16 września 2010 roku w galaktyce NGC 3258. W momencie odkrycia miała maksymalną jasność 15,30m.